# Мане мак Кербайлл
Мане мак Кербайлл (др.‑ирл. Maine mac Cerbaill; погиб в 538) — король Миде (520/523—538) из рода Южных Уи Нейллов.

### Биография
Мане был сыном Фергуса Криворотого и внуком первого правителя Миде Коналла Кремтайнне. В 520 или 523 году он взошёл на престол королевства своего деда, унаследовав его от погибшего в сражении дяди Ардгала мак Конайлла. Резиденция королей Миде находилась вблизи холма Уснех, в связи с чем в некоторых средневековых источниках (например, в «Лейнстерской книге») правители этого королевства упоминаются как короли Уснеха. Позднейшие источники приписывали королю Мане власть над всеми Южными Уи Нейллами, однако эти сведения, вероятно, являются ошибочными.
О правлении Мане мак Кербайлла почти ничего не известно. В 538 году он попытался подчинить своей власти часть земель Коннахта. Король Миде потребовал от правителя одного из коннахтских септов Гоибненна мак Конайлла из рода Уи Фиахрах Айдне выдать ему заложников, а когда тот отказался это сделать, начал военные действия. Однако в сражении при Клайнлохе (около современного Горта) Мане мак Кербайлл потерпел поражение и пал на поле боя.
По свидетельству трактата «Laud Synchronisms», Мане мак Кербайлл занимал престол Миде пятнадцать лет, в то время как «Лейнстерская книга» ошибочно наделяет его всего двенадцатью годами правления. После гибели Мане власть над королевством Миде унаследовал его брат Диармайт мак Кербайлл.